# Ceanothus veitchianus
Ceanothus veitchianus är en brakvedsväxtart som beskrevs av William Jackson Hooker. Ceanothus veitchianus ingår i släktet Ceanothus och familjen brakvedsväxter. Inga underarter finns listade i Catalogue of Life.